# 死亡竞赛

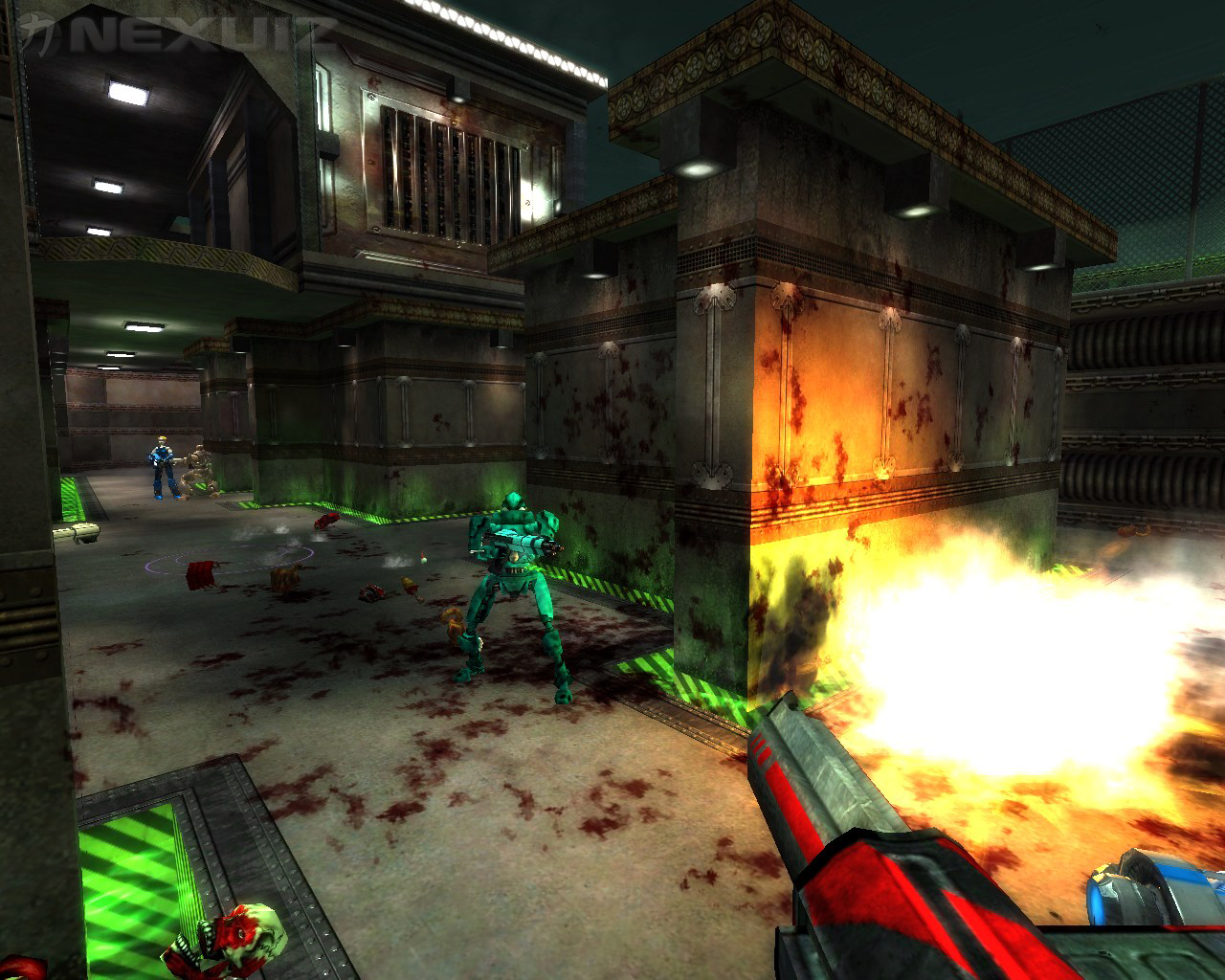
Nexuiz，死亡竞赛游戏的一个例子

死亡竞赛（英語：DeathMatch，缩写：DM；英文也做Free for all，缩写：FFA；又作死鬥）是一种在动作射击游戏、动作角色扮演游戏等类型的电子游戏中常见的竞赛方式。
标准的FFA或DM是一种在规定阶段内互相攻击以减少自己死亡数，获取最大杀敌数为目的的游戏方式。
通常此模式的地图上布置有可以拾取的武器，但是现实题材的射击游戏比如反恐精英，则不会，也常常不设置此类模式。
另外，很多游戏可以设定短时间再生保护，因为再生具有很大随机性。

## 衍生

### 团队死亡竞赛
TeamDeathMatch组队模式，缩写为TDM。

### 生存模式
也有称为Survivor或Last Man Standing，与死亡竞赛相反，保证不阵亡。现实题材的主要为团队模式。

## 其他
- 第一人称射击游戏